# Peronella
Peronella is een geslacht van zee-egels uit de familie Laganidae.

## Soorten
Ondergeslacht Peronella
- Peronella affinis (M'Clelland, 1840)
- Peronella analis (de Meijere, 1904)
- Peronella caribbeana Weisbord, 1934 †
- Peronella hinemoae Mortensen, 1921
- Peronella japonica Mortensen, 1948
- Peronella kamimura Cooke, 1954 †
- Peronella keiensis Mortensen, 1948
- Peronella kloosi Molengraaff, 1929 †
- Peronella lamberti Mortensen, 1927 †
- Peronella lesueuri (L. Agassiz, 1841)
- Peronella macroproctes Koehler, 1922
- Peronella martini Molengraaff, 1929 †
- Peronella merguiensis Koehler, 1922
- Peronella merrilli Israelsky, 1933 †
- Peronella minuta (de Meijere, 1904)
- Peronella motobu Cooke, 1954 †
- Peronella oblonga Mortensen, 1948
- Peronella orbicularis (Leske, 1778)
- Peronella pellucida Döderlein, 1885
- Peronella peronii (L. Agassiz, 1841)
- Peronella quinquenodulata Weisbord, 1934 †
- Peronella ragayana Israelsky, 1933 †
- Peronella rubra Döderlein, 1885
- Peronella rullandi (Koehler, 1922)
- Peronella strigata (A. Agassiz & H.L. Clark, 1907)
- Peronella tuberculata Mortensen, 1918

Ondergeslacht Peronellites
- Peronella ovalis Hayasaka & Morishita, 1947 †